# Katastrofa lotu Belavia 1834
Katastrofa lotu Belavia 1834 – katastrofa lotnicza, która wydarzyła się 14 lutego 2008 roku na terenie portu lotniczego Erywań w Armenii. Samolot Bombardier CRJ-100 białoruskich linii Belavia w wyniku przeciągnięcia rozbił się chwilę po starcie z lotniska w Erywaniu. W wypadku nikt nie zginął, jednak 7 osób zostało rannych.

## Przebieg wypadku
Samolotem, który uległ wypadkowi był wyprodukowany w 1999 roku Bombardier CRJ-100ER należący do białoruskich narodowych linii lotniczych Belavia, posiadający numery rejestracyjne EW-101PJ, w dniu wypadku miał wylatane 15 563 godziny lotu. Samolot odbywał regularny lot o numerze BRU1834 na trasie Erywań-Mińsk. Tego dnia na lotnisku w Erywaniu panowała mgła, temperatura wynosiła -3°C, pomimo tego załoga uruchomiła jedynie system odladzania silników, jednak nie uruchomiła odladzaczy na skrzydłach. Maszyna rozpoczęła rozbieg do startu z pasa startowego nr 27, jednak tuż po oderwaniu się od ziemi przestała się wznosić. Odrzutowiec najpierw przechylił się mocno w lewo, a następnie w prawo, uderzając prawym skrzydłem o nawierzchnię drogi startowej. Skrzydło oderwało się od kadłuba, co wywołało pożar paliwa, a samolot obrócił się do góry podwoziem. W wypadku rannych zostało 7 osób.

## Przyczyny
Przyczyną wypadku było zebranie się szronu na powierzchni skrzydeł, co zaburzyło laminarny przepływ powietrza wokół nich, a w konsekwencji utratę siły nośnej. Było to prawdopodobnie spowodowane niską temperaturą paliwa w zbiornikach w skrzydłach oraz niska temperatura powietrza, a załoga samolotu nie uruchomiła systemu odladzania. Dyrektywa wydana po wypadku zaleca uruchomienie odladzania skrzydeł na ostatnim etapie kołowania przed startem.